# Claudia Balderrama
Claudia Balderrama Ibáñez (Catavi, Potosí, Bolívia; 13 de novembre de 1983) és una atleta boliviana especialista en proves de marxa atlètica. Posseeix una millor marca personal en la prova de 20 km marxa d'1:38:47 h establerta el 5 de març de 2011, a Chihuahua (Mèxic).
Va ser representant de Bolívia als Jocs Olímpics de Londres 2012, finalitzant en el lloc 33 en la prova dels 20 km marxa.